# آب آسماني
آب آسماني (مقاطعة فسا) (بالفارسية: آب آسمانی) هي قرية تقع في Jangal Rural District في إيران. يقدر عدد سكانها بـ 184 نسمة بحسب إحصاء 2016.